# Othmar Schneider
Othmar Schneider (* 27. August 1928 in Lech; † 25. Dezember 2012) war ein österreichischer Skirennläufer und Sportschütze. Er feierte in der ersten Hälfte der 1950er-Jahre zahlreiche Siege bei internationalen Skirennen und gewann bei den Olympischen Winterspielen 1952 die Goldmedaille im Slalom sowie die Silbermedaille in der Abfahrt. Als Sportschütze gewann er jeweils eine Bronzemedaille bei Welt- und Europameisterschaften und insgesamt 34 Österreichische Staatsmeistertitel.

## Biografie

### Alpiner Skisport
Schneider besuchte die Handelsakademie Bregenz und begann 1949 ein Pharmaziestudium an der Universität Innsbruck. Ende der 1940er-Jahre gelangen ihm die ersten Erfolge im Skisport. Im Winter 1950 feierte er seine ersten Siege in internationalen FIS-Rennen: Er gewann den Slalom und die Kombination von Chamonix sowie die Abfahrten von St. Moritz und Davos. Zahlreiche weitere Siege gelangen ihm auch in der nächsten Saison: Er gewann in Lech den Slalom, die Abfahrt und die Kombination (6./7. Januar 1951), gewann am 13./14. Januar 1951 bei den Lauberhornrennen in Wengen die Abfahrt und die Kombination (Slalom: Rang 9) siegte im Slalom von Chamonix und jenem der Arlberg-Kandahar-Rennen in Sestriere. Im Winter 1951/52 konnte er die Siege in Lech und Wengen wiederholen.
Seine größten Erfolge feierte Schneider bei den Olympischen Winterspielen 1952 in Oslo. In der Abfahrt gewann er hinter dem Italiener Zeno Colò die Silbermedaille und im Slalom wurde er nach der Disqualifikation seines Landsmannes Hans Senger vor den beiden Norwegern Stein Eriksen und Guttorm Berge Olympiasieger und zugleich Weltmeister. Im weiteren Saisonverlauf gewann der Vorarlberger noch den Slalom und die Kombination in Stowe. Von den österreichischen Sportjournalisten wurde er 1952 als Österreichs Sportler des Jahres ausgezeichnet.
Schneider brach 1953 sein Studium ab und nahm in dieser Saison ausschließlich an Rennen in Nordamerika teil, bei denen er zahlreiche Siege feierte. Ab 1953 war er auch am Aufbau einer Skischule in Boyne Mountain im US-Bundesstaat Michigan beteiligt, die er mehrere Jahre leitete. Im Winter 1954 startete Schneider auch wieder in Europa. Er gewann den Riesenslalom und die Kombination von Arosa und erzielte einige weitere Podestplätze, unter anderem bei den Arlberg-Kandahar-Rennen in Garmisch-Partenkirchen. Bei den Weltmeisterschaften 1954 im schwedischen Åre belegte er den vierten Platz im Riesenslalom.
Im Winter 1955 kam Schneider lediglich in der Abfahrt von Sestriere unter die besten drei. Auch zu Beginn der nächsten Saison erreichte er nur in der Abfahrt von Wengen einen dritten Platz (7. Januar 1956; im Slalom und in der Kombination waren es jeweils Rang 5). Bei den Olympischen Winterspielen 1956 in Cortina d’Ampezzo kam er lediglich im Slalom zum Einsatz und belegte den zwölften Rang. Er nahm danach noch bei einigen weniger bedeutenden Rennen teil, feierte beim »Eisgrabenrennen« in der Abfahrt von Kaltenleutgeben am 25. Februar 1956 seinen letzten Sieg (und wurde einen Tag danach Slalom-Dritter und Kombinations-Zweiter), beim »Großen Preis der Tschechoslowakei« in Tatranska Lomnica wurde er jeweils Zweiter in Slalom, Abfahrt und Riesenslalom und beendete nach dem Winter vorerst seine Karriere. Anfang der 1960er-Jahre nahm er noch an zwei Profi-Weltmeisterschaften teil. Neben seiner Skilehrertätigkeit in den USA leitete er ab 1963 auch eine Skischule in Portillo in Chile und war dort Pistenchef und Kurssetzer bei den Weltmeisterschaften 1966. Nach seiner Rückkehr in die Heimat baute er 1968 das Luxushotel Kristiania in Lech auf.

### Zweite Karriere als Sportschütze
Nach dem Skirennlauf gelang Schneider eine zweite Karriere im Sportschießen. Er wurde 34-facher Österreichischer Staatsmeister (jeweils 17 Einzel- und Teamtitel) und nahm an zwei Weltmeisterschaften sowie drei Europameisterschaften teil. Aufgrund seiner früheren Tätigkeit als Skiprofi war ihm eine Olympiateilnahme als Sportschütze aber nicht möglich. Bei der Weltmeisterschaft 1974 in Thun gewann Schneider die Bronzemedaille im Team mit der Freien Pistole, ein Jahr später holte er bei den Europameisterschaften in Bukarest ebenfalls Bronze im Team, diesmal mit der Zentralfeuerpistole. Danach wurde Schneider Trainer der österreichischen Sportschützen. Er führte sie zu den Olympischen Sommerspielen 1976, bei denen Rudolf Dollinger die Bronzemedaille mit der Freien Pistole gewann.

## Erfolge

### Olympische Winterspiele
- Oslo 1952: 1. Slalom, 2. Abfahrt
- Cortina d’Ampezzo 1956: 12. Slalom

### Skiweltmeisterschaften
- Oslo 1952 : 1. Slalom, 2. Abfahrt
- Åre 1954: 4. Riesenslalom
- Cortina d’Ampezzo 1956 : 12. Slalom

### Weltmeisterschaften im Schießsport
- Phoenix 1970: 4. Luftpistole Team, 6. Zentralfeuerpistole, 9. Luftpistole
- Thun 1974: 3. Freie Pistole Team, 6. Zentralfeuerpistole Team, 9. Freie Pistole, 11. Zentralfeuerpistole

### Europameisterschaften im Schießsport
- 1965: 25. Freie Pistole
- 1971: 23. Freie Pistole
- 1975: 3. Zentralfeuerpistole Team, 10. Zentralfeuerpistole

### Österreichische Meisterschaften im Schießsport
- 34-facher Österreichischer Staatsmeister (je 17 Einzel- und Teamtitel)

## Auszeichnungen
- 1952: Österreichs Sportler des Jahres
- 2001: Goldenes Ehrenzeichen für Verdienste um die Republik Österreich[12]